# Celecoxib
Il celecoxib (durante la fase sperimentale noto anche con la sigla SC-58635) è un farmaco anti-infiammatorio non steroideo (FANS) appartenente alla famiglia degli  inibitori selettivi della COX-2. I dati dei primi studi sperimentali indicavano che celecoxib riduce il dolore e i segni dell'artrite su modelli animali in modo più efficace dell'indometacina.
Il farmaco è dotato di proprietà antinfiammatoria e analgesica. Il farmaco è una molecola della ricerca Searle e in Italia è venduto dalla società farmaceutica Pfizer Italia con il nome commerciale di Celebrex, nella forma farmaceutica di capsule rigide contenenti 100 mg o 200 mg di principio attivo.

## Farmacodinamica
Celecoxib è un inibitore selettivo della ciclo-ossigenasi-2 (COX-2): l'affinità per la COX-2 è di circa 375 volte maggiore che per la COX-1. La molecola può essere assunta per via orale e, ai dosaggi usuali, non presenta praticamente un effetto inibitorio clinicamente significativo sulla COX-1. La ciclo-ossigenasi-2 è l'isoforma dell'enzima ed è indotta in risposta a stimoli pro-infiammatori. È questa la forma che si ritiene che sia principalmente responsabile della sintesi dei prostanoidi (prostaglandine, trombossani e prostacicline), i quali causano dolore, infiammazione e febbre. 
Celecoxib riduce la formazione della prostaciclina sistemica (e forse anche di quella endoteliale) ma non agisce sul trombossano piastrinico, pertanto risulta privo di effetti sull'aggregazione piastrinica e quindi sul tempo di sanguinamento.

## Farmacocinetica
Dopo somministrazione orale celecoxib è ben assorbito dal tratto gastrointestinale e raggiunge la concentrazione plasmatica massima (Cmax) dopo circa 2-4 ore dalla assunzione. La contemporanea assunzione di cibo, specialmente un pasto ricco di grassi, ne  ritarda l'assorbimento di circa 1 ora. Il legame con le proteine plasmatiche è pari a circa il 97%. Il farmaco presenta un'emivita di circa 8-12 ore. Nell'organismo celecoxib è metabolizzato principalmente dal citocromo P450 2C9 (CYP2C9). L'attività di CYP2C9 appare ridotta nei soggetti con polimorfismi genetici. I principali metaboliti dosabili in circolo sono farmacologicamente inattivi. I pazienti con alterazione della funzionalità epatica di tipo moderato presentano un incremento sia della Cmax sia dell'area sotto la curva (AUC). Precauzionalmente in questa categoria di soggetti il trattamento deve essere incominciato con un dosaggio dimezzato rispetto a quello usuale.

## Usi clinici
Il farmaco viene utilizzato nel trattamento sintomatico di patologie infiammatorie croniche quali l'osteoartrite, l'artrite reumatoide e la spondilite anchilosante.
Il farmaco viene anche impiegato nel trattamento del dolore postoperatorio, nella gotta acuta, nella dismenorrea, nell'episiotomia e nel dolore post-partum, in numerosi disturbi muscoloscheletrici, e nei dolori di varia natura.
Celecoxib è considerato un farmaco a basso effetto lesivo gastro-intestinale ed è stato originariamente destinato ad alleviare il dolore in quei pazienti a rischio di effetti avversi gastrointestinali in caso di trattamento con i FANS tradizionali. 
Verosimilmente non vi è alcun vantaggio nel ricorrere a celecoxib rispetto ai FANS convenzionali per trattamenti antidolorifici di breve periodo  o per il sollievo dal dolore acuto. Fanno eccezione quei pazienti in cui l'aspirina oppure i FANS non selettivi determinano reazioni di tipo orticarioide.

## Effetti collaterali e indesiderati

### Effetti avversi cardiovascolari
In corso di trattamento con celecoxib tra gli eventi avversi che si possono verificare con maggiore frequenza si segnala l'ipertensione arteriosa, l'infarto del miocardio, l'ictus cerebrale e lo scompenso cardiaco. Tali eventi sono segnalati in particolare in due studi clinici sulla prevenzione della poliposi, in soggetti trattati con dosi giornaliere di 400 mg di celecoxib. Il primo di questi studi, denominato APC (Adenoma Prevention with Celecoxib), aveva come scopo la valutazione dell'efficacia di celecoxib nella prevenzione del cancro del colon-retto. Lo studio si conclude affermando che "celecoxib è un agente efficace per la prevenzione degli adenomi colorettali, ma, a causa di possibili eventi cardiovascolari, non può essere raccomandato di routine per questa indicazione".
Nello studio PreSAP (Prevention of Spontaneous Adenomatous Polyps) si conferma che celecoxib riduce l'incidenza di adenomi colorettali entro tre anni dopo una polipectomia, ma si segnala anche che gravi eventi cardiovascolari si sono verificati nel 2,5% dei soggetti trattati con celecoxib contro l'1,9% dei soggetti che assumevano placebo.
Nei due studi combinati (APC e PreSAP) complessivamente 83 pazienti sono andati incontro a morte cardiovascolare, infarto miocardico non-fatale, ictus non-fatale o insufficienza cardiaca. La tendenza a un aumento dose-correlato degli eventi cardiovascolari e della pressione del sangue fa ipotizzare che probabilmente dosi inferiori o trattamenti più brevi possano associarsi a un minor rischio cardiovascolare.

### Effetti gastrointestinali
Celecoxib può determinare la comparsa di eruttazione, dispepsia, disfagia, stomatite, vomito, flatulenza, dolore addominale, diarrea oppure costipazione, gastrite, ulcerazioni duodenali, gastriche, esofagee, intestinali e del colon, emorragia e perforazione gastrointestinale nonché colite e aggravamento di pregresse coliti.

Lo studio CLASS (Celecoxib Long-term Arthritis Safety Study) nel 2000 concludeva affermando che celecoxib, a dosaggi superiori a quelli clinicamente e normalmente necessari, era associato a una minore incidenza di ulcere sintomatiche del tratto gastrointestinale e di complicanze da ulcera (sanguinamento, perforazione, ostruzione) rispetto ai FANS a dosaggi standard. I risultati dello studio erano a 6 mesi e lo studio era stato finanziato dalla società Pharmacia produttrice di celecoxib. Un articolo del Washington Post, nell'agosto 2001, e due lettere pubblicate in JAMA nel novembre 2001, richiamarono l'attenzione sul fatto che le informazioni complete (studi a 12 mesi) a disposizione della Food and Drug Administration sembravano contravvenire queste conclusioni.

Il lavoro originario fu ampiamente criticato da studiosi indipendenti (non in conflitto di interessi e le cui ricerche non erano finanziate da Pharmacia) e le argomentazioni di costoro costrinsero gli stesori del lavoro scientifico a negare di aver voluto indurre in errore la comunità scientifica sulle conclusioni dello studio. Le giustificazioni addotte non impedirono ad altri ricercatori di affermare che i risultati dello studio erano irrimediabilmente compromessi da problemi e modifiche apportate al protocollo di studio originario.

### Altri effetti
Altri effetti collaterali relativamente comuni sono rappresentati dalla insonnia, capogiro, tosse e dispnea, rash cutaneo, prurito e orticaria. Similmente ad altri farmaci inibitori della sintesi delle prostaglandine, in alcuni pazienti si riscontra tendenza alla ritenzione di liquidi ed edema periferico.

## Controindicazioni
Il farmaco è controindicato nei soggetti con ipersensibilità nota verso il principio attivo oppure uno qualsiasi degli eccipienti. 
È inoltre controindicato nella grave insufficienza epatica (punteggio Child-Pugh ≥10), in caso di ulcera peptica attiva o emorragia gastrointestinale in atto, nella insufficienza cardiaca congestizia.

## Celecoxib e rischio cardiovascolare
Da alcuni anni è noto che celecoxib e altri inibitori delle COX-2 sono in grado di sopprimere la formazione di prostaglandina I(2) in volontari in buona salute. 
La prostaglandina I(2) è il prodotto predominante della cicloossigenasi a livello dell'endotelio. La prostaglandina I(2) inibisce l'aggregazione piastrinica, determina vasodilatazione e, in vitro, previene la proliferazione delle fibrocellule muscolari lisce vascolari.

Mentre in un primo momento si riteneva che la prostaglandina I(2) derivasse prevalentemente dalla azione della COX-1, successive ricerche hanno permesso di determinare che è in realtà la COX-2 la principale fonte di produzione di tale sostanza.

Gli effetti della prostaglandina I(2) sono contrastati dal trombossano A(2), il prodotto più importante della COX-1 a livello piastrinico.

Il trombossano A(2) determina vasocostrizione, aggregazione piastrinica e proliferazione vascolare.

Poiché celecoxib e gli altri inibitori delle COX-2 non contrastano la produzione di trombossano A(2) ma solo quella della prostaglandina I(2) i coxib potrebbero predisporre i pazienti che li assumono a un aumentato rischio di infarto del miocardio e di ictus cerebrale.

Un singolo meccanismo, l'inibizione della produzione di prostaglandina I(2) potrebbe cioè portare a un incremento della pressione arteriosa, accelerare l'aterogenesi, e predisporre i pazienti in trattamento con anti COX-2 a una risposta trombotica esagerata a seguito della rottura di una placca aterosclerotica.

Degli studi APC (Adenoma Prevention with Celecoxib) e PreSAP (Prevention of Spontaneous Adenomatous Polyps) e dell'aumentato rischio cardiovascolare si è già detto nella sezione effetti collaterali.
Nello studio VIGOR (Vioxx Gastrointestinal Outcomes Research), basato su rofecoxib, è stato invece dimostrato che il tasso di gravi eventi gastrointestinali si dimezzava grazie al trattamento con anti COX-2, ma nel contempo si osservava un incremento di un fattore di cinque nell'incidenza di infarto miocardico.
Nello studio CLASS (Celecoxib Long-term Arthritis Safety Study), celecoxib è stato invece confrontato con ibuprofene o diclofenac. Anche in questo studio i tassi annualizzati di infarto miocardico si dimostravano significativamente superiori rispetto a un gruppo placebo di controllo.
Una recente review afferma che pur con tutti i limiti degli studi fin qui effettuati, sembra che vi sia un aumentato rischio cardiovascolare nei pazienti trattati sia con FANS non selettivi (maggiore con diclofenac rispetto a naprossene) sia con inibitori selettivi della COX-2 (rischio cardiovascolare più elevato con rofecoxib rispetto a celecoxib), in particolare nei pazienti ad alto rischio. 
Per questo motivo la Food and Drug Administration ha ritenuto di avvertire i medici sottolineando il potenziale aumento del rischio di eventi cardiovascolari associati al loro uso e invitando a un'attenta valutazione del rapporto rischio/beneficio e all'uso estremamente cauto nei pazienti con fattori di rischio cardiovascolare.